# Bar (Montenegro)
Bar (en italiano: Antivari) es una ciudad costera perteneciente a Montenegro, situada a las orillas del mar Adriático. Es la capital del municipio homónimo. La ciudad tiene 17.727 habitantes según el censo realizado en el 2011.
Situada en la república de Montenegro, ha estado históricamente ligada a diferentes imperios y reinos de la región, tales como el Imperio romano, el Imperio bizantino, Turquía o Venecia. Su adhesión actual al estado montenegrino tuvo lugar en 1878 con la firma del Tratado de Berlín.

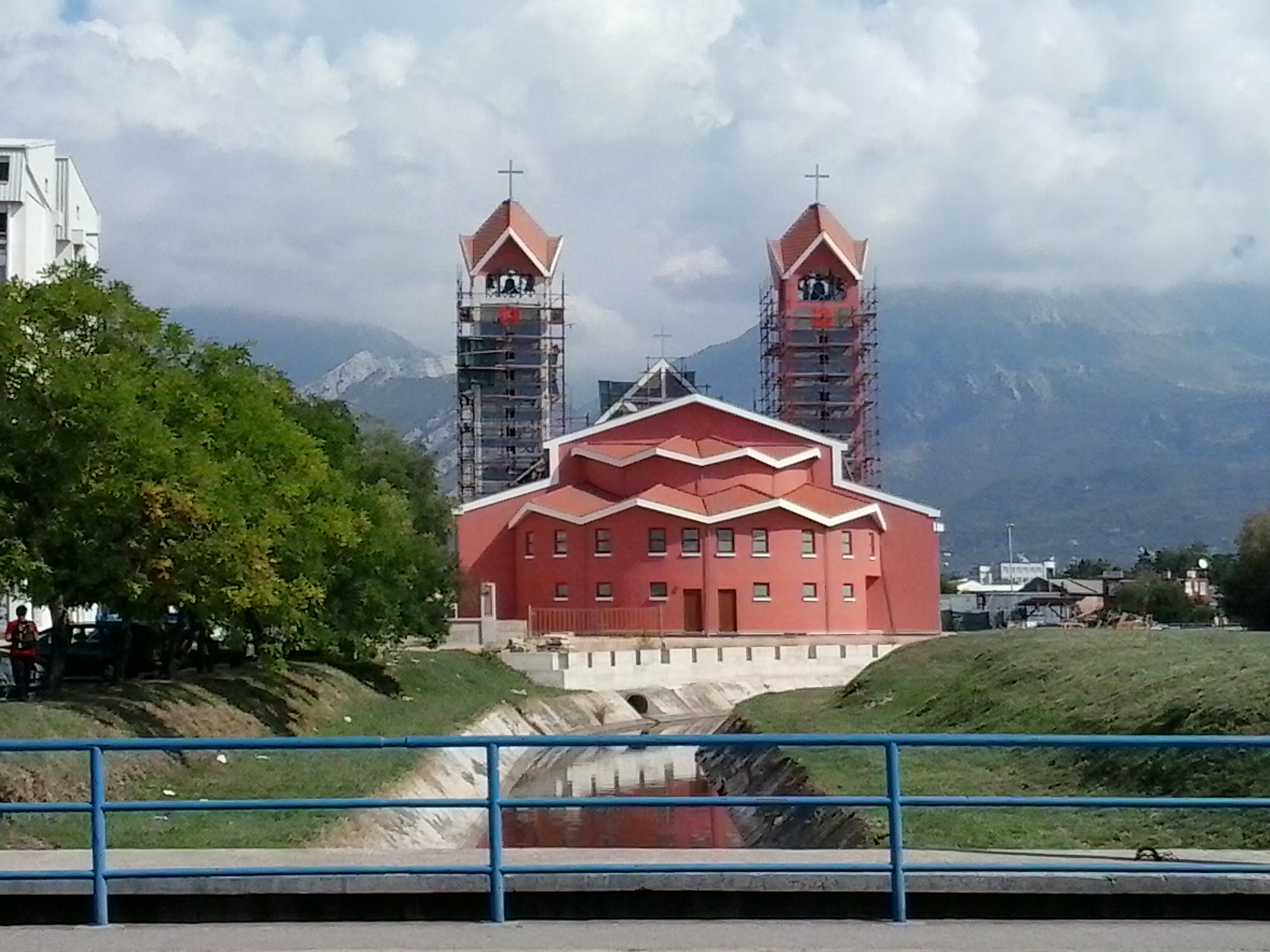
Roman Catholic Church of St. Peter the Apostle, Bar, Montenegro

## Historia

### Edad Antigua
Se han encontrado restos arqueológicos de época neolítica. La ciudad como tal fue por primera vez mencionada durante el siglo VI como la reconstrucción de un castillo romano llamada Antipargal. El nombre Antibarium aparece por primera vez en el siglo X.

### Edad Media
Durante los siglos VI y VII, los eslavos invadieron los Balcanes. Doclea, un estado eslavo, se menciona en el siglo X. Jovan Vladimir fue el primer gobernante de Doclea entre los años 1000 y 1016. Stefan Vojislav, gobernante entre los años 1018 y 1043, venció a los bizantinos en una batalla cerca de Bar y estableció en la ciudad su sede. Vojislav expandió sus dominios bajo su gobierno. Mihailo I de Docea, gobernante entre 1050 y 1081 e hijo de Vojislav, estableció la diócesis de Antivari. Continuó luchando contra los bizantinos para asegurar la independencia de la ciudad. Esto llevó a una unión de estados conocida como Gran Principado de Serbia. Entre los años 1101 y 1166, el principado fue gobernado por la dinastía Vukanović. Sin embargo, Bar estuvo bajo dominio bizantino la mayor parte del tiempo. En 1183, Stefan Nemanja conquistó Bar y quedó bajo dominio serbio con la dinastía Nemanjić hasta la caída del Despotado de Serbia en 1459.

### Época veneciana y otomana
Entre 1443 y 1571, la región fue gobernada por la República de Venecia. Bar (conocida como Antivari por los venecianos) fue parte de la Albania veneciana. Fue una ciudad estado con sus propios escudo, bandera, leyes y moneda. En 1571, los otomanos capturaron Bar y la mantuvieron hasta 1878, aunque la archidiócesis se mantuvo. Los otomanos cedieron Bar a Montenegro en el Tratado de Berlín.

### Edad Contemporánea
Guglielmo Marconi, el científico italiano y pionero en comunicación sin cables, realizó una conexión de radio entre Bar y Bari el 30 de agosto de 1904. En 1908, se puso en marcha el primer tren en esta parte de los Balcanes. Durante la Primera Guerra Mundial, el 16 de agosto de 1914, el crucero Zenta de la marina austro-húngara quedó atrapado en Bar por la gran marina francesa (con más de doce barcos), y en la posterior batalla de Antivari, el Zenta fue hundido con pérdidas humanas.
Durante la Segunda Guerra Mundial, el 13 de julio de 1941, se produjo una sublevación contra las fuerzas italianas invasoras en Bar. En 1945, alrededor de dos mil albaneses fueron asesinados en Bar por comunistas yugoslavos. Bar fue en gran parte destruida durante la guerra y tuvo que ser reconstruida.
En 1979, hubo un terremoto que arrasó Bar, siendo reconstruida de nuevo.

## Cultura y turismo
Las alrededores de la ciudad son conocidos a nivel nacional y europeo, por sus infraestructuras turísticas. Sutomore, una pequeña localidad de 3000 habitantes muy cercana a Bar, es uno de los mayores destinos turísticos de la zona gracias a sus playas. El centro histórico de la ciudad es también un gran reclamo para turistas de todo el mundo, entre otras cosas, por la existencia del que es considerado el árbol de olivo más antiguo del mundo (2500 años).
El Acueducto de Bar se encuentra en sus cercanías, siendo uno de los tres acueductos mejor conservados de la antigua Yugoslavia y el único del país.

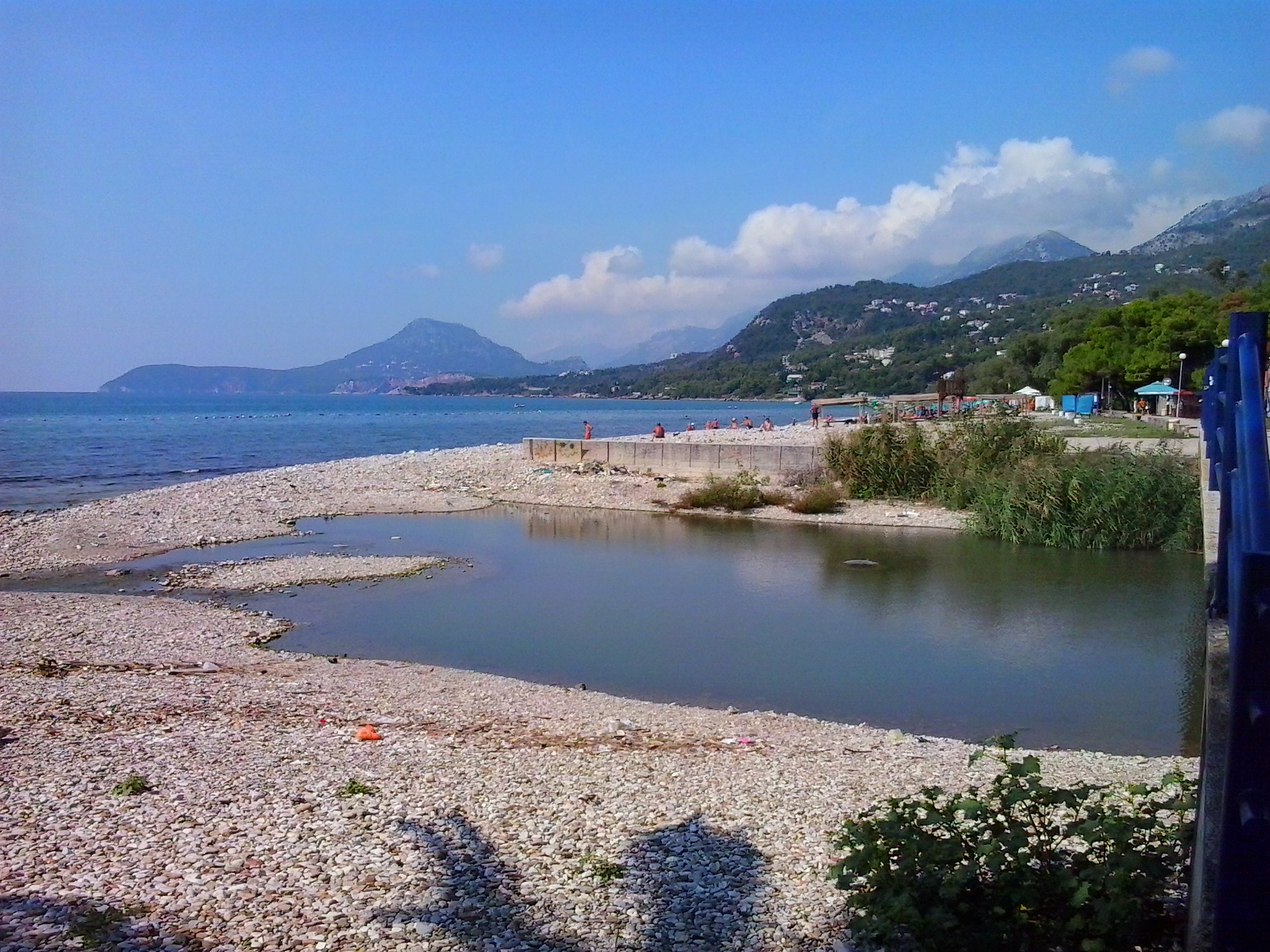

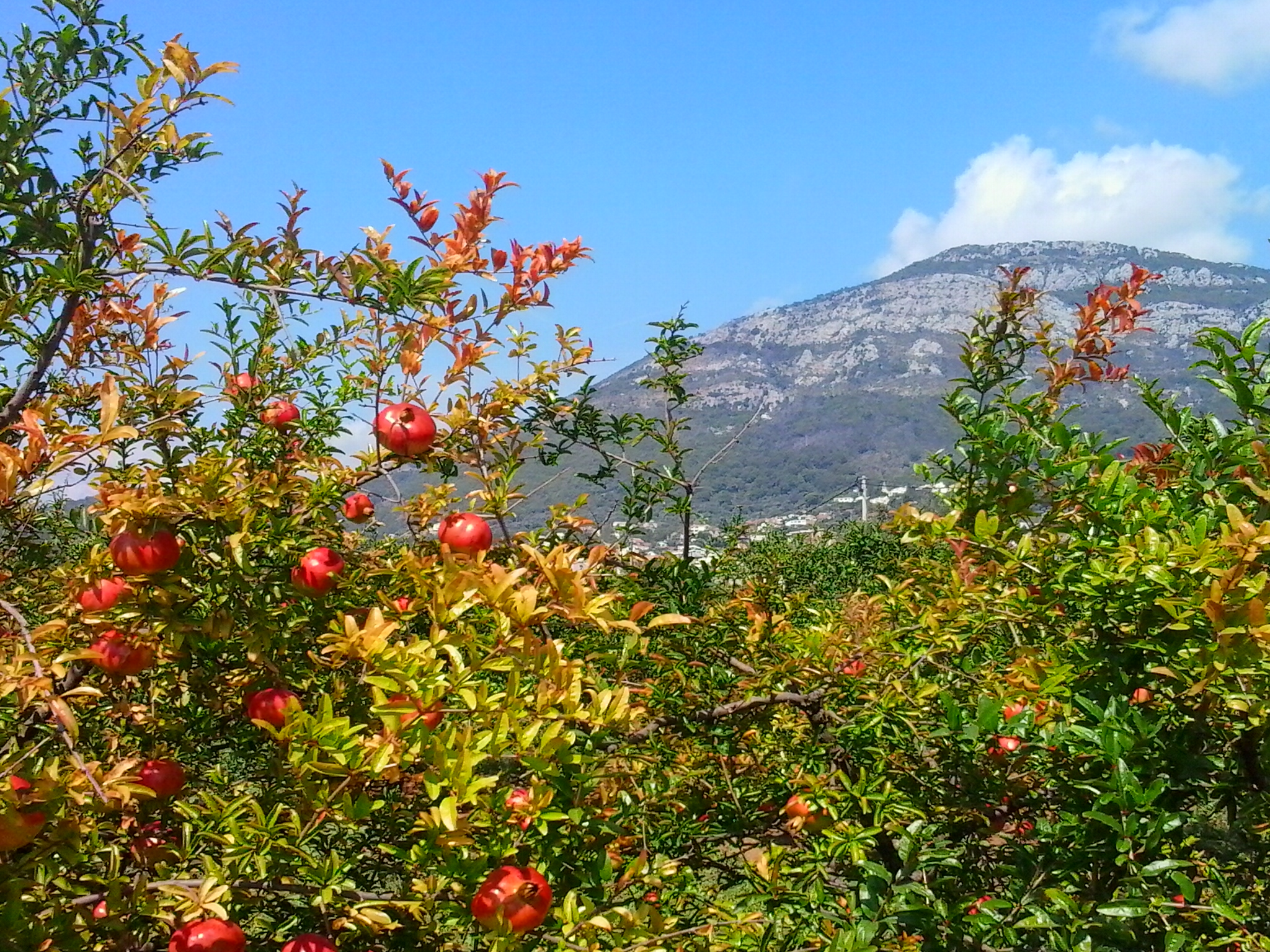
Pomegranate tree in Bar, Montenegro

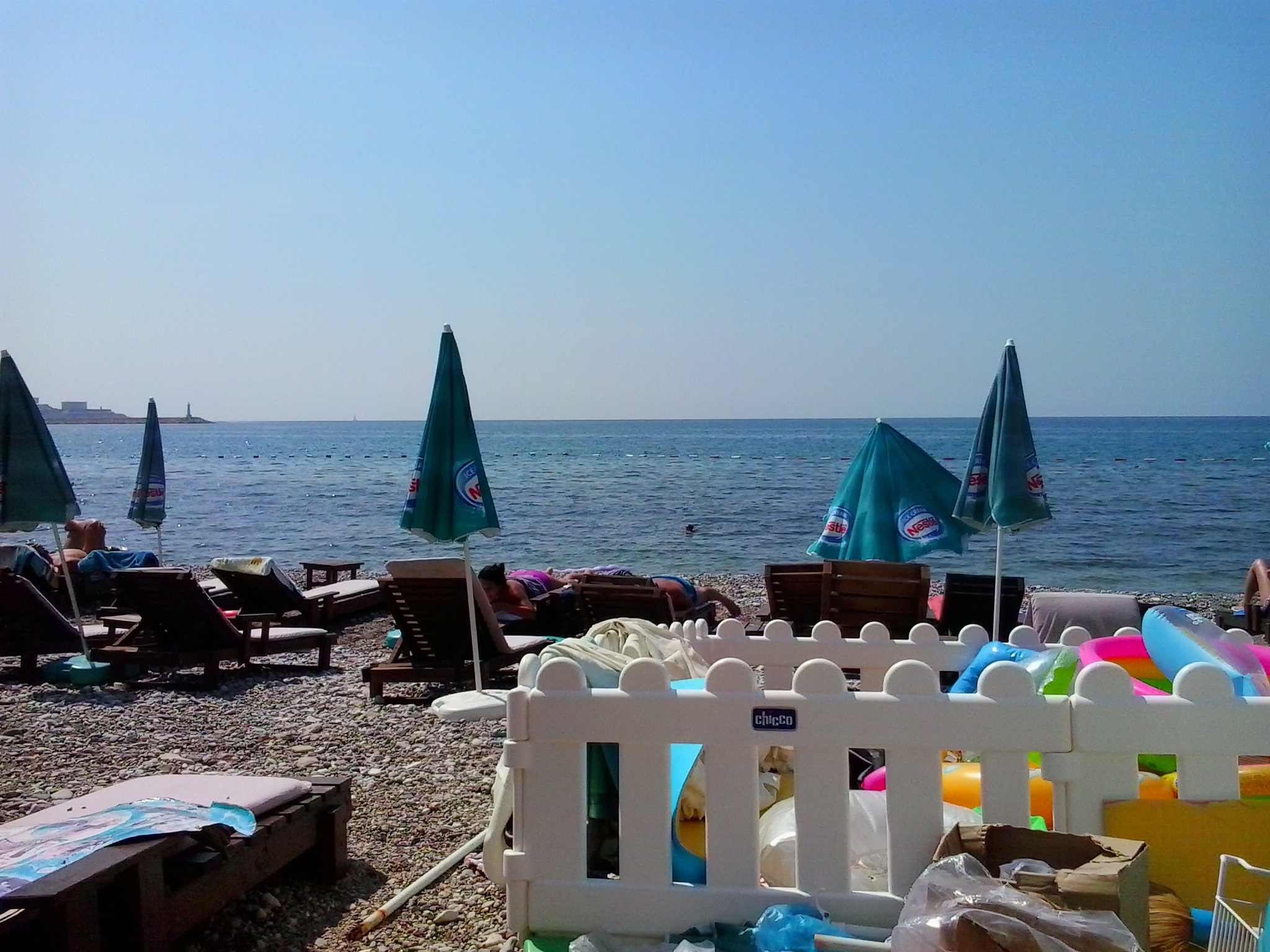

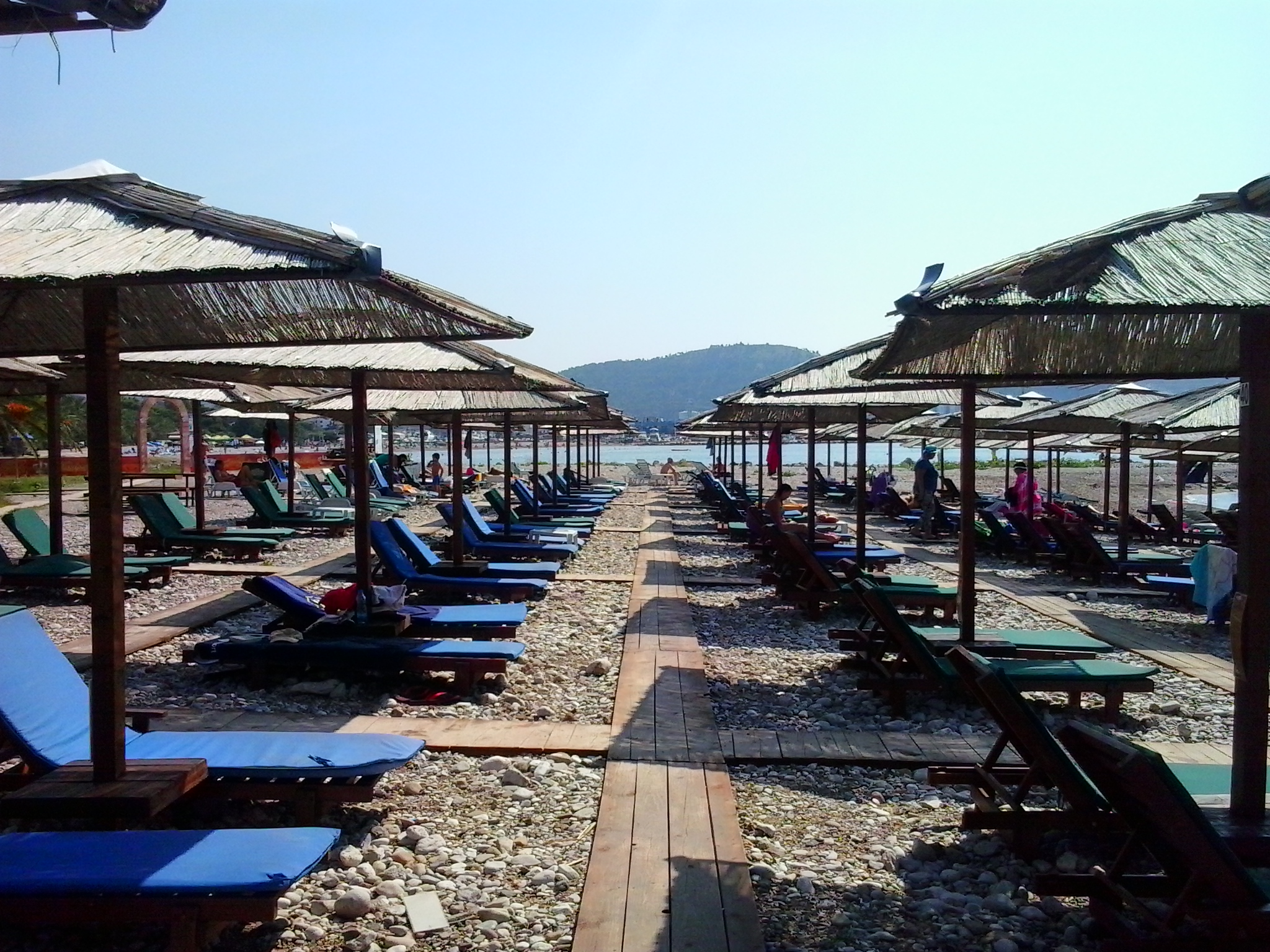

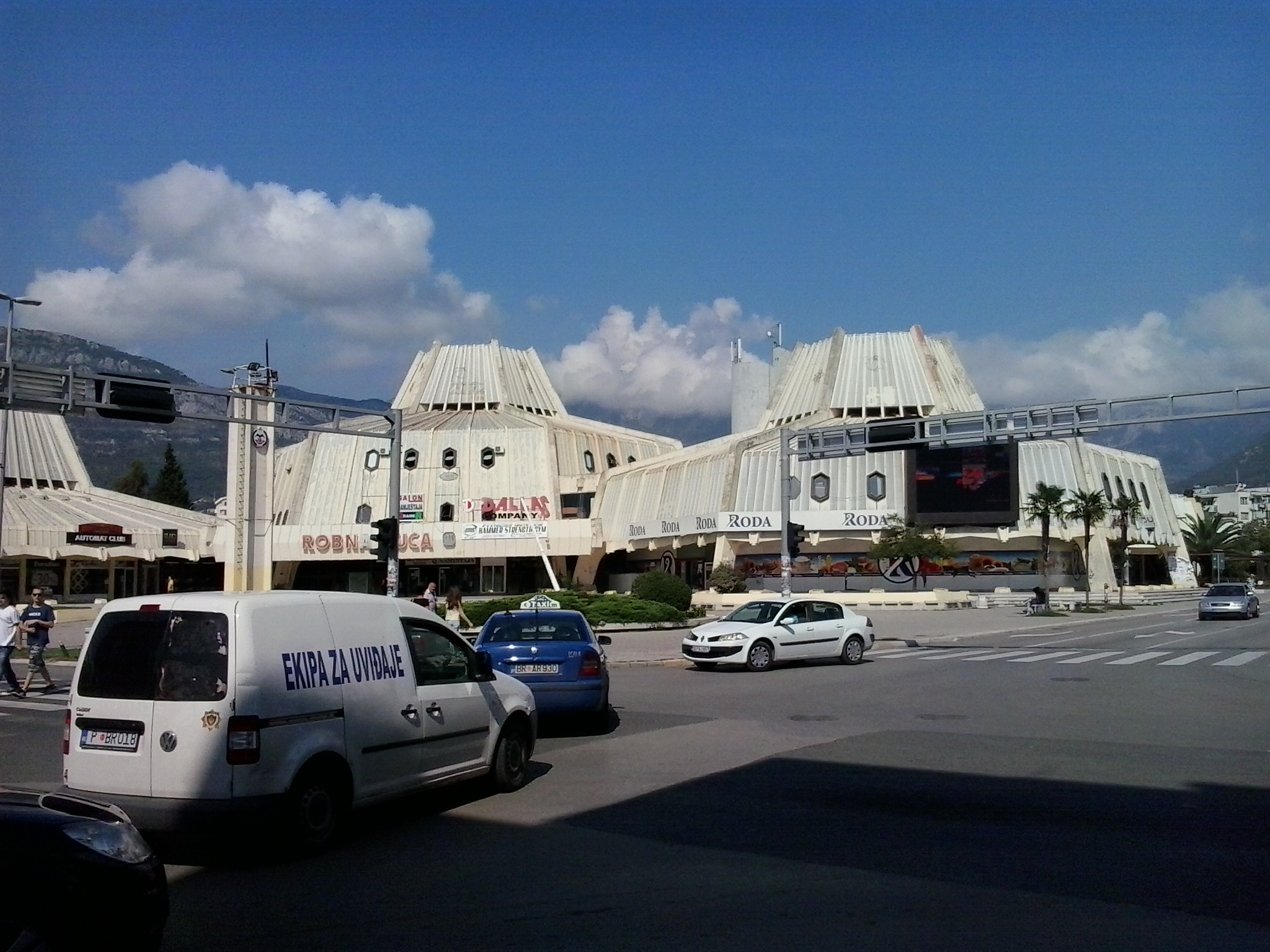
Shopping Center in Bar, Montenegro